# St. Dionysius (Munderkingen)

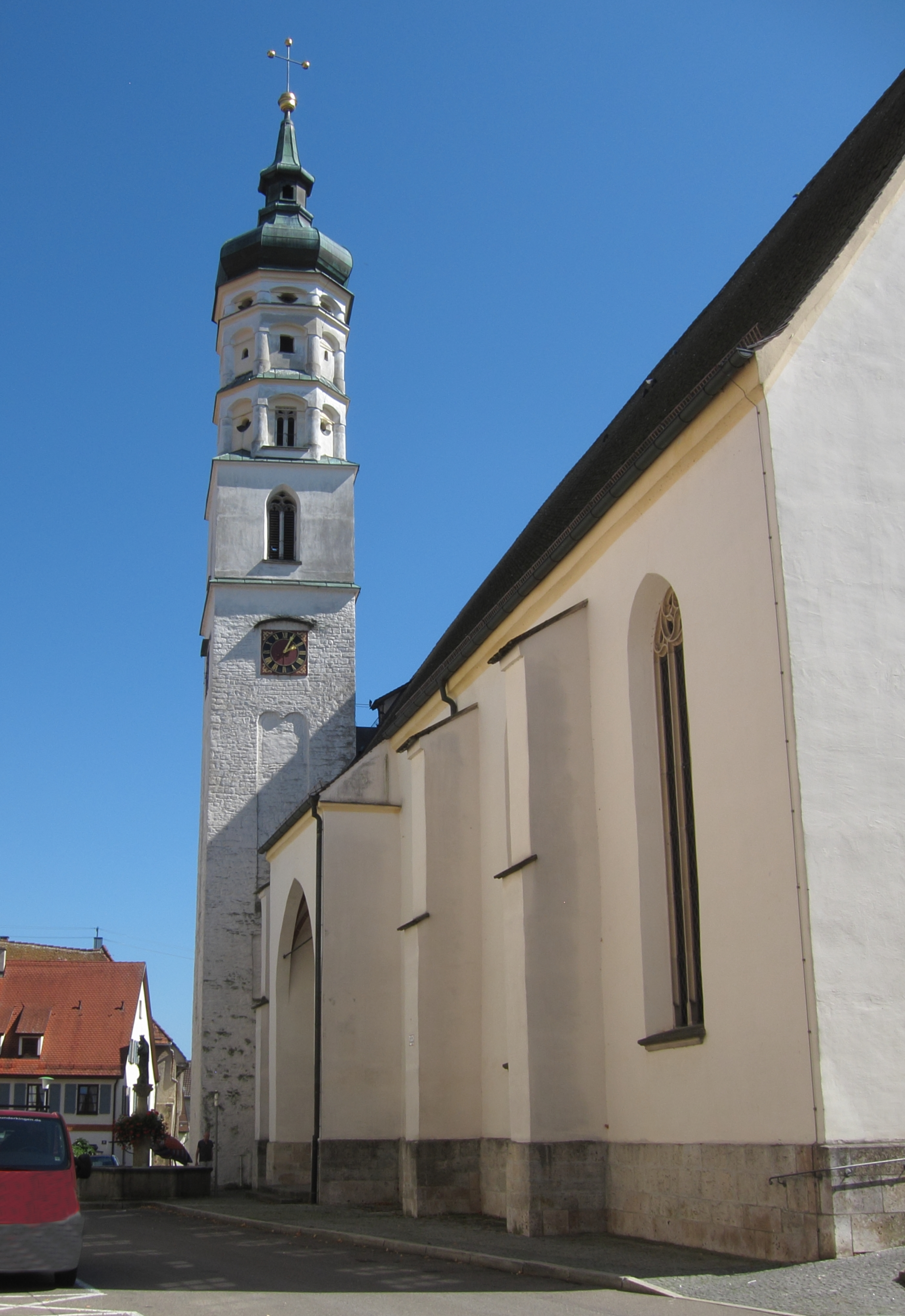
St. Dionysius in Munderkingen

Die römisch-katholische Pfarrkirche St. Dionysius steht in Munderkingen, der kleinsten Stadt im Alb-Donau-Kreis in Baden-Württemberg. Die Kirchengemeinde gehört zum Dekanat Ehingen-Ulm in der Diözese Rottenburg-Stuttgart. Das Bauwerk ist beim Landesamt für Denkmalpflege Baden-Württemberg als Baudenkmal eingetragen.

## Beschreibung

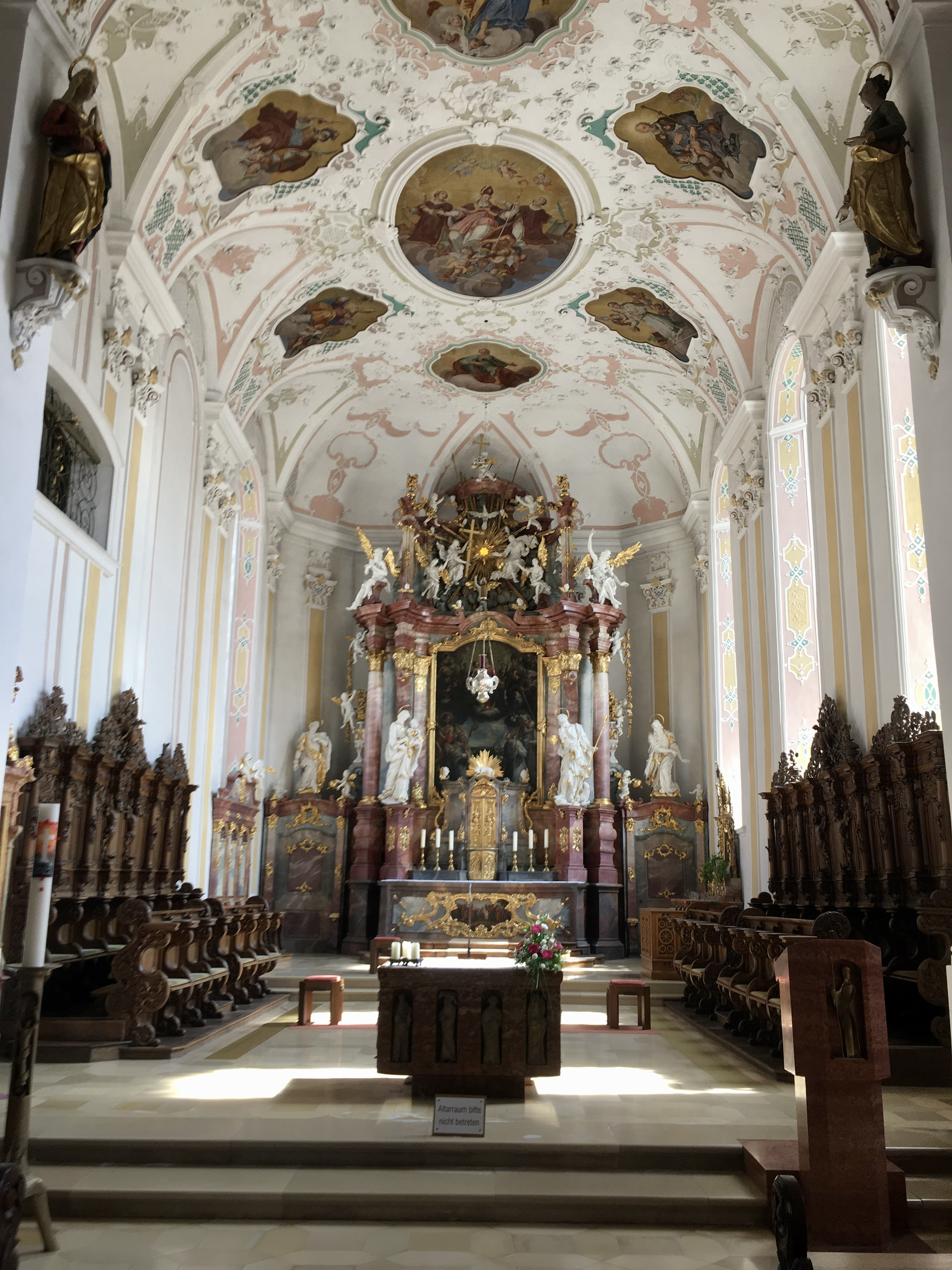
Chor

Die ursprüngliche Basilika wurde 1500–10 in eine Pseudobasilika mit sechs Jochen umgebaut, die aus einem Langhaus, deren Wände von Strebepfeilern gestützt werden, einem eingezogenen, dreiseitig geschlossenen Chor und einem Kirchturm auf quadratischem Grundriss im Osten des nördlichen Seitenschiffes besteht. Auf seinen achteckigen Geschossen sitzt eine Zwiebelhaube, die von einer Laterne bekrönt wird.
Die Kirchenausstattung wurde um 1700 barock geändert. Zu ihr gehört ein 1694 von Matthäus Zehender gebauter Flügelaltar mit zentralem Ölgemälde. Die bedeutenden spätgotischen Tafelbilder des alten Hochaltars, 1473 vom Meister des Munderkinger Altars geschaffen, wurden an den Seitenwänden aufgehängt. Die acht Tafeln zeigen Szenen aus der Passion Christi. Auf der Rückseite des Ölbergbildes sind Szenen aus dem Leben des hl. Dionysius, auf der Rückseite des Auferstehungsbildes Szenen aus seinem Martyrium.
Die Orgel wurde 1738 von einem unbekannten Orgelbauer errichtet. Der Altar am rechten Pfeiler des Chors stammt aus der Werkstatt von Daniel Mauch. Die Kirche wurde 1905 unter Joseph Cades renoviert.